# Monte Dempo
O monte Dempo (em indonésio:  Gunung Dempo) é o mais alto vulcão no sul da província de Sumatra Meridional, na ilha de Samatra (ou Sumatra), na Indonésia, que se eleva sobre a planície de Pasumah perto de Pagar Alam e fica perto da província de Bengkulu. Sete crateras existem perto do cume, e há um lago de 400 m de largura no extremo noroeste do complexo de crateras.
A atividade vulcânica mais recente foi registada em 2009. A atividade histórica limita-se a níveis pequenos ou moderados de explosões, que produzem a queda de cinzas perto do vulcão.